# سایه (فیلم ۱۹۵۶)
سایه (لهستانی: Cień) فیلمی لهستانی به کارگردانی یژی کاوالروویچ است که در سال ۱۹۵۶ منتشر شد. این فیلم به جشنواره فیلم کن ۱۹۵۶ راه یافت.